# زبان مستعربی
زبان مستعربی از زبان‌های رومی رایج در شبه جزیره ایبری بوده که در قرون وسطی از میان رفته است.ریشهٔ این زبان به زمان استیلای مسلمانان بر اسپانیا باز می گردد که زبان مردم منطقه تحت تأثیر شدید زبان عربی قرار گرفته بوده و واژگان و اصطلاحات و رئوس دستوری از زبان عربی بزبان ایشان وارد شده بود.زبان مستعربی تا قرن چهاردهم میلادی تکلم می شده‌است.

## ریشه نام
نام مستعربی بمعنی عربی شده تا قرن نوزدهم میلادی بر روی این زبان نبود و برخی دانشمندان و پژوهشگران زبان اسپانیایی این نام را بر آن نهادند.املای این واژه در زبان اسپانیایی به گونه mozárabe نوشته می‌شود و از واژه عربی مستعربة به معنای عرب شده وام گرفته شده‌است.نام این زبان میان مردم مستعربی زبان لاتین یا لاتینوس بوده‌است.نام زبان مستعربی از سوی فاتحان عرب العجمیة بود.

## زبان نوشتاری

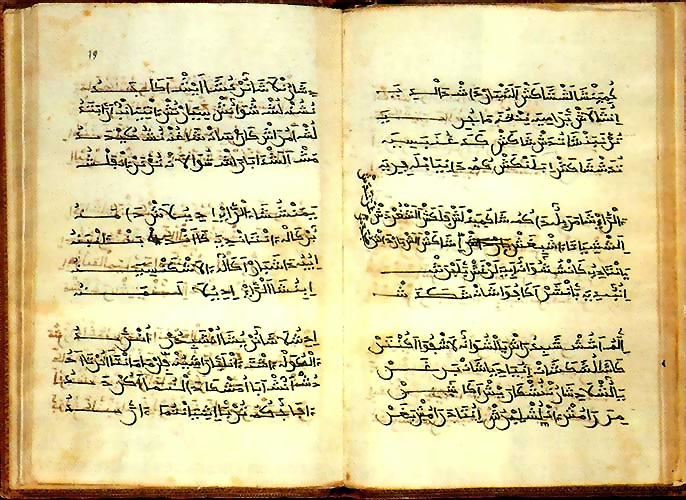
صفحه ای از کتاب شعر یوسف به زبان مستعربی

از آنجایی که زبان مستعربی زبان پرمایه ای به لحاظ فرهنگی نبوده گونه نوشتاری رسمی مشخصی نیز نداشته‌است.برخلاف سایر زبان‌های رومی این زبان بیش از آنچه که به الفبای لاتین نگاشته شود به الفبای عربی به نگارش در می آمد.مدارک اندکی از نوشتار این زبان به خط عبری نیز در دست است.زبان نوشتاری رایج در آن زبان ایبریا در شمال لاتین و در جنوب عربی بوده‌است.آثاری که از این زبان به خط عربی نوشته شده‌اند را موشح می نامیدند.

## نمونه زبانی
| مستعربی: | اسپانیایی: | کاتالانی: | پرتغالی: | لاتین: | عربی رسمی                                                                                    | عربی آوانویسی شده | فارسی | اسپانیایی قدیم:                                                                                               |
| Mio sîdî ïbrâhîm yâ tú, uemme dolge! Fente mib de nohte. In non, si non keris, irey-me tib, gari-me a ob legar-te. | Mi señor Ibrahim, ¡o tú, hombre dulce! Ven a mí de noche. Si no, si no quieres, yo me iré contigo, dime dónde encontrarte. | El meu senyor Ibrahim, oh tu, home dolç! Vine't a mi de nit. Si no, si no vols, aniré'm a tu, digues-me a on trobar-te. | Meu senhor Ibrahim, ó tu, homem doce! Vem a mim de noite. Se não, se não quiseres, ir-me-ei a ti, diz-me onde encontrar-te. | O domine mi Ibrahim, o tu, homo dulcis! Veni mihi nocte. Si non, si non vis, ibo tibi, dic mihi ubi te inveniam. | سیدی إبراهیم، یا رجلاً حلواً. تعال الیَّ بالیل. وإن کنت لا ترید، سأذهب أنا إلیک. قل لی أین أجدک. | Sīdi ʾibrāhīm yā rajulan ħulwan! taʿāla ʾilay-ya bi-l-layli wa-ʾin kunta lā turīdu sa-ʾaðhabu ʾanā ilay-ka qul l-ī ʾayna ʾajidu-ka | آقا ابراهیم من، ای تو مرد شیرین! نزد من بیا در شب. اگرنه، اگرنمی خواهی بیایی، من نزد تو خواهم آمد، بمن بگو در کجا پیدایت کنم. | Mi Sennor Ibrahim, o te, dolçe omber! fente a mi de nogtie. Se nonn, se nonn gieres, dezeme obe incontrarete. |